# 赤月カケヤ
赤月 カケヤ（あかつき カケヤ）は日本のライトノベル作家。熊本県出身。『From〜とある不幸の手紙』で第5回小学館ライトノベル大賞優秀賞を受賞（受賞時のペンネームは「名前で悩むくらいならまずカケヤ」）、刊行時に『キミとは致命的なズレがある』と改題された同作でデビューした。一部作品では、左和ゆうすけの名義も用いている。

## 主な作品
- キミとは致命的なズレがある（ガガガ文庫、小学館）
- 俺が生きる意味（ガガガ文庫、小学館）
- 僕の地味な人生がクズ兄貴のせいでエロコメディになっている。（ガガガ文庫、小学館）
- 異世界はジョーカーに微笑んだ。（MF文庫J、KADOKAWA）
- それでも、好きだと言えない（講談社ラノベ文庫、講談社）
- 最強秘匿の英雄教師（講談社ラノベ文庫、講談社、左和ゆうすけ名義）
- アイアム・ゴブリン 〜おバカなクラスメイトたちと過ごす異世界スローライフ〜（講談社ラノベ文庫、講談社）